# Zliten

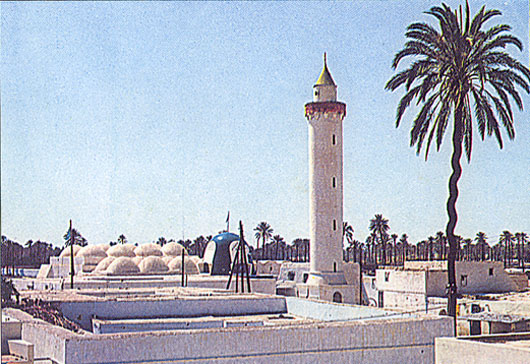
Abd es Salam El Asmar Zawya

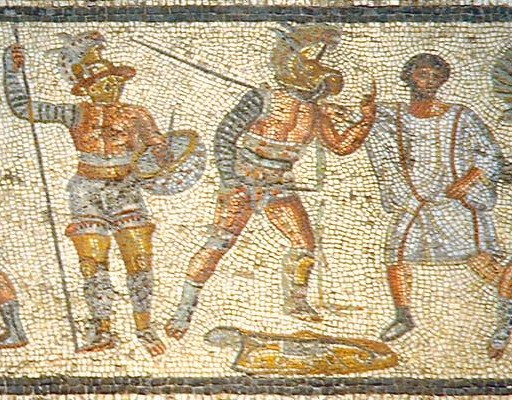
Römisches Mosaik in Zliten, heute in Tripolis

Zliten (arabisch زليتن; auch Sleitan, Sliten, Slitn oder Zlīţan, in der Antike Sugolin bzw. Seggera) ist eine Stadt in der gleichnamigen Gegend im Munizip Misrata im nordwestlichen Libyen mit etwa 110.000 Einwohnern.

## Lage
Zliten befindet sich etwa 160 km östlich von Tripolis und etwa 60 km westlich von Misrata an der Südküste des Mittelmeeres im historischen Landesteil Tripolitanien.
In der Nähe befinden sich auch die Stadt al-Chums mit der berühmten römischen Stadt Leptis Magna, die 40 bzw. 35 km westlich von Zliten liegen. Südlich der Stadt liegt Bani Walid.
Das Siedlungsgebiet der Stadt beträgt 8 km², das gleichnamige Verwaltungsgebiet mehr als 3000 km².

## Sehenswürdigkeiten
Die Stadt ist berühmt für Olivenbäume, Palmen und Zitrusbäume an der malerischen Küste. Vor dem Zweiten Weltkrieg befanden sich mehrere römische Ausgrabungsstätten in Zliten, unter anderem die Villa von Omira (Darbuk Omira) und die Burg in al-Jumaa. Die Stadt beherbergt auch das Mausoleum und die Moschee von Sidi Abd as-Salam al-Asmar, einem angesehenen islamischen Gelehrten der im 15. Jahrhundert in Zliten lebte. Die Slat-Abn-Schaif-Synagoge (hebr. בית הכנסת צלאת בן שאיף) in Zliten war 900 Jahre alt und vor ihrer Zerstörung durch Gaddafi in den 1980er Jahren eine Lag-baOmer-Pilgerstätte für libysche Juden.

## Geschichte
Abd as-Salam al-Asmar (1455–1575), der angeblich 120 Jahre alt wurde, gründete in Zliten eines der bedeutendsten islamischen Zentren Libyens. Er gilt in seiner Heimat als „Heiliger“; seine Nachkommen blieben über Jahrhunderte hoch angesehen. Seine Grabstätte wie auch die nach ihm benannte Moschee wurden erst im August 2012 durch Anhänger des Islamischen Staats zerstört. Noch 1997 gab es in Zliten auch noch eine größere Sufi-Gemeinschaft.
Während des Bürgerkrieg in Libyen 2011 wurde Zliten umkämpft von Gaddafi-loyalen Truppen und Rebellen, die versuchten die strategisch wichtige Stadt auf ihrem Vormarsch nach Tripolis einzunehmen. Mitte Juni 2011 kam es zu einem Rebellenaufstand, dessen Ziel der Eroberung der große Garnison der libyschen Streitkräfte war. Die Stadt war auch im Juli 2011 Schauplatz von heftigen Kämpfen, als die Rebellen aus Misrata versuchten, jene Loyalisten zu besiegen, die Misrata belagert hatten. Mitte Juli fand im Stadtzentrum von Zliten eine bedeutende Pro-Gaddafi-Demonstration mit Tausenden Gaddafi-Anhängern statt.
Am 5. August 2011 beschuldigte die libysche Regierung die NATO, dass bei Luftangriffen auf ein Kinderkrankenhaus in Majar nahe Zliten 85 Menschen, darunter 33 Kinder, 32 Frauen und 20 Männer getötet worden seien. Journalisten wurden 30 Leichen in einem lokalen Leichenschauhaus gezeigt. Offizielle Stellen erklärten, dass die restlichen Leichen in andere Spitäler gebracht worden wären, was nicht verifiziert werden konnte.
Die Rebellen nahmen die Stadt bei einem größeren Vorstoß am 19. August 2011 ein.

## Bildung
In Zliten befindet sich Libyens bekannteste islamische Hochschule, al-Jamiaa al-Asmariya (arabisch جامع الاسمربة), mit Fakultäten für Geistes- und Naturwissenschaften, für Wirtschafts- und Politikwissenschaften, für Zahn- und Mundchirurgie, und für Erziehungswissenschaften. Alle Fakultäten stehen unter Aufsicht der al-Merqib-Hochschule. In Zliten befindet sich außerdem eine höhere technische Berufsschule.

## Wirtschaft
Neben zahlreichen Banken, einem Einkaufszentrum und dem Zliten Hotel verfügt der Ort über bedeutende Zement- und Baustoffindustrie (Arab Cement Company ACC). Ferner wurde in Zliten eine Meerwasserentsalzungsanlage errichtet.

## Persönlichkeiten
- Rossana Podestà (* 1934 in Zlitan; † 2013 in Rom), italienische Schauspielerin
- Salvatore Aurigemma (1885–1964), italienischer Archäologe, entdeckte hier eine römische Villa um 1917